# Charlemont (Massachusetts)
Charlemont é uma vila localizada no condado de Franklin no estado estadounidense de Massachusetts. No Censo de 2010 tinha uma população de 1.266 habitantes e uma densidade populacional de 18,54 pessoas por km².

## Geografia
Charlemont encontra-se localizado nas coordenadas 42° 37′ 59″ N, 72° 51′ 17″ O. Segundo o Departamento do Censo dos Estados Unidos, Charlemont tem uma superfície total de 68.27 km², da qual 67.21 km² correspondem a terra firme e (1.55%) 1.06 km² é água.

## Demografia
Segundo o censo de 2010, tinha 1.266 pessoas residindo em Charlemont. A densidade populacional era de 18,54 hab./km². Dos 1.266 habitantes, Charlemont estava composto pelo 95.97% brancos, o 0.16% eram afroamericanos, o 0.47% eram amerindios, o 0.87% eram asiáticos, o 0% eram insulares do Pacífico, o 0.39% eram de outras raças e o 2.13% pertenciam a duas ou mais raças. Do total da população o 0.95% eram hispanos ou latinos de qualquer raça.